# Fran Gabrek
Fran Gabrek, hrvaški veterinar in pravnik, * 20. januar 1880, Medzilaborce, † 19. april 1957, Zagreb.
Rodil se je v Medzilaborecu (sedaj mesto na Slovaškem). Maturiral je na gimnaziji v Varaždinu. Diplomiral je leta 1905 ter 1911 doktoriral na dunajski Visoki veterinarski šoli. Pravo z doktoratom je končal leta 1917 na Pravni fakulteti v Zagrebu. Med leti 1905 do 1910 je bil asistent v Bakteriološkem zavodu v Križevcih, nato veterinar v Samoboru in Bjelovaru. Strokovno se je izpopolnjeval v bakterioloških in seroloških zavodih v več evropskih državah, med drugimi v Berlinu in Parizu. Kot zastopnik odbora Hrvaško-slavonskega veterinarskega društva je leta 1919 sodeloval pri ustanovitvi Visoke veterinarske šole v Zagrebu. Leta 1923 je postal župan Osijeka, 1924 pa inšpektor ministrstva za notranje zadeve v Beogradu. Leta 1926 pa je bil imenovan za rednega profesorja na Veterinarski fakulteti v Zagrebu.